# Estádio Universitário de Lisboa
O Estádio Universitário de Lisboa (EUL) é um espaço verde e desportivo localizado na Cidade Universitária de Lisboa com cerca de 40 hectares de área. 
O EUL funciona sob a forma de um serviço autónomo integrado na nova Universidade de Lisboa que resultou da fusão da Universidade de Lisboa com a Universidade Técnica de Lisboa em 2013.
É um amplo complexo desportivo e com bastante arvoredo, além do estádio de honra e dos campos de treino tem piscinas, campos de ténis e de padel e pavilhões polidesportivos.
O estádio foi inaugurado a 27 de Maio de 1956. O EUL como serviço foi criado em 1989 e integrado em 2013 na nova Universidade de Lisboa.
Dos vários eventos internacionais que já recebeu destacam-se o Campeonato Mundial Júnior de Atletismo de 1994, o Campeonato Ibero-americano de Atletismo de 1998 e as provas de atletismo dos Jogos da Lusofonia de 2009.
A Seleção Portuguesa de Rugby Union disputa no Estádio Universitário de Lisboa os jogos do Torneio Europeu das Nações.
A partir de 2021, durante a pandemia de COVID-19, o Estádio Universitário alberga a Estrutura Hospitalar de Contingência de Lisboa (EHCL), um hospital de campanha equipado através de doações e empréstimos de vários setores, e que conta com um programa de voluntariado de participação de estudantes, docentes e pessoal técnico e administrativo da Universidade de Lisboa para apoio às suas atividades. A EHCL começou a acolher doentes a 23 de janeiro, numa primeira fase com 58 camas, mas foi expandido em fevereiro com mais um pavilhão que aumentou a capacidade para mais de 200 camas. A grande maioria dos doentes que recebe são transferidos de centros hospitalares da região de Lisboa e Vale do Tejo. A atividade clínica foi suspensa a partir de 16 de março, mantendo-se a infraestrutura pronta para reabrir a qualquer momento caso a evolução da pandemia o justifique.